# Дзержинский, Леонид Иванович
Леонид Иванович Дзержи́нский (29 апреля 1891, Городок, Витебская губерния — 16 февраля 1974, Ленинград) — советский музыкальный драматург.

## Биография
Леонид Дзержинский родился 29 апреля 1891 года в семье судебного исполнителя окружного суда в городе Городок Городокского уезда Витебской губернии, ныне город — административный центр Городокского района Витебской области Республики Беларусь.
Окончил гимназию в городе Гельсингфорс (ныне Хельсинки), чтобы прокормить себя, занимался уроками у частных лиц как воспитатель и репетитор.
В 1912 году поступил на юридический факультет Императорского Санкт-Петербургского университета, получал стипендию имени Шаляпина от Императорской драматической школы при Александринском театре. Изучил французский, немецкий, английский и польский языки.
В 1918 году во Владивостоке принял участие в организации «Рабочего театра», работал режиссёром и педагогом. Затем работал инспектором по народному образованию, артистом городского театра «Золотой Рог», руководителем Театральной студии в обществе спортсменов. 
В 1920—22 годах – работал артистом театра в городе Харбине (Китайско-Восточная железная дорога).
С 1922 года работал художественным руководителем театра при «Дворце труда» в городе Чите.
В 1924—26 годах — сотрудник «Рабочей газеты» в Москве. С 1926 по 1928 — артист Московского государственного камерного театра, затем – преподаватель основ сценического мастерства ВХУТЕМАСа (Высшие художественно-технические мастерские) и драматургии — в Коммунистическом университете трудящихся Китая имени Сунь Ят-Сена.
С 1935 года — на творческой работе.
В годы Великой Отечественной войны находился в эвакуации, затем переехал в город Курган. 
Член Союза писателей СССР, состоял на учёте в Курганской областной писательской организации.
Леонид Иванович Дзержинский ушёл из жизни 16 февраля 1974 года. Похоронен на Северном кладбище Ленинграда,  ныне кладбище расположено в Выборгском районе Санкт-Петербурга.

## Творчество
Литературная работа Л. Дзержинского началась в 1922 году. Совместно с братом, композитором  Иваном Ивановичем Дзержинским были созданы оперные произведения.
В 1935 году в Ленинграде поставлена опера «Тихий Дон» по мотивам одноименного романа Михаила Александровича Шолохова, музыка — Иван Дзержинский, либретто — Леонид Дзержинский. Опера получила широкую известность не только в СССР, но и за рубежом.
В 1937 году в театрах Москвы и Ленинграда поставлена «Поднятая целина» по мотивам одноименного романа Михаила Александровича Шолохова, музыка — Иван Дзержинский, либретто — Леонид Дзержинский.
В 1946 году Ленинградский театр музыкальной комедии поставил оперу «Метель» по мотивам одноименной повести Александра Сергеевича Пушкина.
В 1947 году Ленинградский театр оперы и балета имени Кирова поставил оперу «Князь-озеро» по мотивам повести Петра Петровича Вершигоры «Люди с чистой совестью».
Леонид Иванович Дзержинский автор либретто к опере «Гроза» по пьесе Александра Николаевича Островского.
В 1954 году в Ленинграде поставлена опера  «Далеко от Москвы» по мотивам одноименного романа Василия Николаевича Ажаева.
После переезда в Курган создана пьеса о жизни Михаила Васильевича Ломоносова, которая была опубликована в литературно-художественном сборнике «На земле Курганской» № 4, 1956 год под названием «Северное сияние».
Пьеса «Под счастливой звездой», отдельные сцены из которой были опубликованы в 1957 и в 1958 годах в газете «Красный Курган», посвящена новой жизни людей, угнетавшихся царизмом. 
В последние годы жизни Леонид Иванович Дзержинский работал над мемуарами.

## Награды
- Медаль «В память 250-летия Ленинграда»